# Grünebirke
Grünebirke ist ein Wohnplatz in Remscheid in Nordrhein-Westfalen (Deutschland).

## Lage und Verkehrsanbindung
Grünebirke liegt im südöstlichen Remscheid im statistischen Stadtteil Engelsburg des Stadtbezirks Lennep an der Landesstraße 412 auf dem Höhenzug zwischen den Tälern der Dörpe und des Feldbachs. Nachbarorte sind das unmittelbar angrenzende Dörpholz, Dörperhöhe, Lüdorf, Repslöh, Forsten, Dörpmühle, Hangberger Mühle, Ober- und Niederfeldbach. Abgegangen ist die Hagermühle, Felbeckerhammer, Oege und Dörpe.

## Geschichte
Der Ort entstand vermutlich im ersten Drittel des 19. Jahrhunderts und erscheint erstmals auf der Preußischen Uraufnahme von 1844. Im Gemeindelexikon für die Provinz Rheinland werden für 1885 ein Wohnhaus mit acht Einwohnern angegeben. Der Ort gehörte zu dieser Zeit zur Landgemeinde Neuhückeswagen innerhalb des Kreises Lennep. 1895 besaß der Ort ein Wohnhaus mit neun Einwohnern, 1905 ein Wohnhaus und sechs Einwohner.
Im Zuge der nordrhein-westfälischen Kommunalgebietsreform (§ 21 Düsseldorf-Gesetz) wurde am 1. Januar 1975 der östliche Bereich um Bergisch Born mit dem Ort Grünebirke aus der Stadt Hückeswagen herausgelöst und in die Stadt Remscheid eingegliedert.